# Liga de Campeones de voleibol femenino 2024-25
La Liga de Campeones de voleibol femenino 2024-25 fue la 65.ª edición de la máxima competición femenina de clubes organizada por la Confederación Europea de Voleibol. Se disputó entre el 10 de octubre de 2024 y el 4 de mayo de 2025. El ganador fue el club italiano Imoco Volley Conegliano, tras derrotar en la final al también italiano Pallavolo Scandicci Savino Del Bene y conseguir asi su tercer título en la competencia. La jugadora sueca Isabelle Haak, del equipo campeón, fue elegida como jugadora más valiosa del torneo.

## Modo de disputa
Tras una fase de clasificación que otorgó cinco pases a la ronda final entre diez equipos, los 20 equipos de la fase final se dividieron mediante sorteo en cinco zonas donde se enfrentaron en un sistema de todos contra todos. El ganador de cada grupo clasificaría automáticamente para los cuartos de final, mientras que todos los segundos y el mejor tercero lo harían a los play-offs. Los terceros que no clasificasen a esta instancia pasarían a competir en los cuartos de final de la Copa CEV.
Para determinar la posición en los grupos se determinó un orden basado en a) cantidad de partidos ganados b) puntos c) proporción de sets ganados d) proporción de puntos de juego ganados e) partidos jugados entre sí. Los partidos ganados por 3-0 o 3-1 otorgan tres puntos al ganador y cero al perdedor, mientras que aquellos que finalicen 3-2 darían dos puntos al ganador y uno al perdedor.

## Fase de clasificación
| Fecha          | Hora  |                                   | Resultado |                         | Set 1 | Set 2 | Set 3 | Set 4 | Set 5 | Total   | Reporte |
| -------------- | ----- | --------------------------------- | --------- | ----------------------- | ----- | ----- | ----- | ----- | ----- | ------- | ------- |
| Primera vuelta |       |                                   |           |                         |       |       |       |       |       |         |         |
| 1 Oct          | 20:00 | [[Fútbol Club Oporto\|FC Porto ]] | 3–0       | Hidramar Gran Canaria   | 25–19 | 25–23 | 25–18 |       |       | 75–60   | Reporte |
| 2 Oct          | 19:00 | Rabotnički Skopje                 | 0–3       | CSO Voluntari 2005      | 14–25 | 13–25 | 12–25 |       |       | 39–75   | Reporte |
| 2 Oct          | 20:00 | OK Herceg Novi                    | 0–3       | PGE Grot Budowlani Łódź | 22–25 | 25–27 | 18–25 |       |       | 65–77   | Reporte |
| 2 Oct          | 20:00 | Asterix Avo                       | 1–3       | Tent Obrenovac          | 20–25 | 20–25 | 25–23 | 12–25 |       | 77–98   | Reporte |
| 3 Oct          | 18:00 | ŽOK Gacko RD Swisslion            | 1–3       | Mladost Zagreb          | 25–19 | 22–25 | 22–25 | 17–25 |       | 86–94   | Reporte |
| Segunda vuelta |       |                                   |           |                         |       |       |       |       |       |         |         |
| 8 Oct          | 19:00 | PGE Grot Budowlani Łódź           | 3–0       | OK Herceg Novi          | 25–20 | 25–20 | 25–21 |       |       | 75–61   | Reporte |
| 9 Oct          | 19:00 | CSO Voluntari 2005                | 3–0       | Rabotnički Skopje       | 25–11 | 25–16 | 25–15 |       |       | 75–42   | Reporte |
| 9 Oct          | 20:00 | Tent Obrenovac                    | 3–0       | Asterix Avo             | 25–13 | 25–19 | 25–20 |       |       | 75–52   | Reporte |
| 9 Oct          | 21:00 | Hidramar Gran Canaria             | 2–3       | FC Porto                | 25–22 | 23–25 | 25–21 | 18–25 | 14–16 | 105–109 | Reporte |
| 10 Oct         | 21:00 | Mladost Zagreb                    | 3–1       | ŽOK Gacko RD Swisslion  | 25–20 | 22–25 | 25–20 | 25–17 |       | 97–82   | Reporte |

## Fase de grupos

### Grupo A
| Pos. | Equipo                      | PJ | PG | PP | Pts | SG | SP | SR     | PG  | PP  | PR    | Calificación     |
| ---- | --------------------------- | -- | -- | -- | --- | -- | -- | ------ | --- | --- | ----- | ---------------- |
| 1    | A. Carraro Imoco Conegliano | 6  | 6  | 0  | 18  | 18 | 1  | 18.000 | 479 | 343 | 1.397 | Cuartos de final |
| 2    | Developres Rzeszów          | 6  | 4  | 2  | 12  | 13 | 7  | 1.857  | 462 | 410 | 1.127 | Playoffs         |
| 3    | Maritza Plovdiv             | 6  | 2  | 4  | 6   | 7  | 13 | 0.538  | 400 | 462 | 0.866 | Copa CEV 2024–25 |
| 4    | Mladost Zagreb              | 6  | 0  | 6  | 0   | 1  | 18 | 0.056  | 343 | 469 | 0.731 |                  |

Fuente: CEV
| Fecha    | Hora  |                             | Score |                             | Set 1 | Set 2 | Set 3 | Set 4 | Set 5 | Total  | Reporte |
| -------- | ----- | --------------------------- | ----- | --------------------------- | ----- | ----- | ----- | ----- | ----- | ------ | ------- |
| 6 Nov    | 18:00 | Developres Rzeszów          | 3–1   | Maritza Plovdiv             | 29–31 | 25–17 | 25–8  | 25–11 |       | 104–67 | Reporte |
| 7 Nov    | 20:30 | A. Carraro Imoco Conegliano | 3–0   | Mladost Zagreb              | 26–24 | 25–10 | 25–15 |       |       | 76–49  | Reporte |
| 12 Nov   | 19:00 | Maritza Plovdiv             | 0–3   | A. Carraro Imoco Conegliano | 23–25 | 17–25 | 17–25 |       |       | 57–75  | Reporte |
| 14 Nov   | 20:00 | Mladost Zagreb              | 0–3   | Developres Rzeszów          | 15–25 | 18–25 | 23–25 |       |       | 56–75  | Reporte |
| 27 Nov   | 20:30 | Developres Rzeszów          | 1–3   | A. Carraro Imoco Conegliano | 28–30 | 20–25 | 25–23 | 15–25 |       | 88–103 | Reporte |
| 28 Nov   | 20:00 | Mladost Zagreb              | 1–3   | Maritza Plovdiv             | 17–25 | 25–18 | 22–25 | 19–25 |       | 83–93  | Reporte |
| 10 Dec   | 18:00 | Developres Rzeszów          | 3–0   | Mladost Zagreb              | 25–17 | 25–19 | 25–14 |       |       | 75–50  | Reporte |
| 10 Dec   | 20:30 | A. Carraro Imoco Conegliano | 3–0   | Maritza Plovdiv             | 25–18 | 25–12 | 25–19 |       |       | 75–49  | Reporte |
| 9 Enero  | 19:00 | Maritza Plovdiv             | 0–3   | Developres Rzeszów          | 18–25 | 20–25 | 21–25 |       |       | 59–75  | Reporte |
| 9 Enero  | 20:00 | Mladost Zagreb              | 0–3   | A. Carraro Imoco Conegliano | 16–25 | 16–25 | 23–25 |       |       | 55–75  | Reporte |
| 22 Enero | 19:00 | Maritza Plovdiv             | 3–0   | Mladost Zagreb              | 25–15 | 25–16 | 25–19 |       |       | 75–50  | Reporte |
| 22 Enero | 20:30 | A. Carraro Imoco Conegliano | 3–0   | Developres Rzeszów          | 25–11 | 25–15 | 25–19 |       |       | 75–45  | Reporte |

### Grupo B
| Pos. | Equipo                      | PJ | PG | PP | Pts | SG | SP | SR     | PG  | PP  | PR    | Calificación     |
| ---- | --------------------------- | -- | -- | -- | --- | -- | -- | ------ | --- | --- | ----- | ---------------- |
| 1    | Eczacıbaşı Dynavit Istanbul | 6  | 6  | 0  | 18  | 18 | 1  | 18.000 | 473 | 342 | 1.383 | Cuartos de final |
| 2    | Tent Obrenovac              | 6  | 3  | 3  | 8   | 10 | 12 | 0.833  | 443 | 501 | 0.884 | Playoffs         |
| 3    | SSC Palmberg Schwerin       | 6  | 3  | 3  | 8   | 9  | 11 | 0.818  | 432 | 426 | 1.014 | Playoffs         |
| 4    | Levallois Paris Saint Cloud | 6  | 0  | 6  | 2   | 5  | 18 | 0.278  | 457 | 536 | 0.853 |                  |

Fuente: CEV
| Fecha  | Hora  |                             | Resultado |                             | Set 1 | Set 2 | Set 3 | Set 4 | Set 5 | Total   | Reporte |
| ------ | ----- | --------------------------- | --------- | --------------------------- | ----- | ----- | ----- | ----- | ----- | ------- | ------- |
| 6 Nov  | 17:00 | Eczacıbaşı Dynavit Istanbul | 3–0       | Tent Obrenovac              | 25–12 | 25–11 | 25–21 |       |       | 75–44   | Reporte |
| 6 Nov  | 20:00 | Levallois Paris Saint Cloud | 0–3       | SSC Palmberg Schwerin       | 19–25 | 13–25 | 23–25 |       |       | 55–75   | Reporte |
| 13 Nov | 18:00 | SSC Palmberg Schwerin       | 0–3       | Eczacıbaşı Dynavit Istanbul | 23–25 | 21–25 | 11–25 |       |       | 55–75   | Reporte |
| 14 Nov | 19:00 | Tent Obrenovac              | 3–1       | Levallois Paris Saint Cloud | 26–24 | 25–20 | 22–25 | 25–18 |       | 98–87   | Reporte |
| 26 Nov | 20:00 | Levallois Paris Saint Cloud | 0–3       | Eczacıbaşı Dynavit Istanbul | 25–27 | 22–25 | 21–25 |       |       | 68–77   | Reporte |
| 27 Nov | 19:00 | Tent Obrenovac              | 3–0       | SSC Palmberg Schwerin       | 25–19 | 25–23 | 25–18 |       |       | 75–60   | Reporte |
| 10 Dec | 19:00 | Eczacıbaşı Dynavit Istanbul | 3–0       | SSC Palmberg Schwerin       | 25–17 | 25–23 | 25–18 |       |       | 75–58   | Reporte |
| 10 Dec | 20:00 | Levallois Paris Saint Cloud | 2–3       | Tent Obrenovac              | 24–26 | 25–17 | 25–19 | 21–25 | 13–15 | 108–102 | Reporte |
| 8 Ene  | 18:00 | SSC Palmberg Schwerin       | 3–2       | Levallois Paris Saint Cloud | 23–25 | 25–12 | 25–21 | 21–25 | 15–12 | 109–95  | Reporte |
| 9 Ene  | 19:00 | Tent Obrenovac              | 1–3       | Eczacıbaşı Dynavit Istanbul | 25–21 | 10–25 | 16–25 | 22–25 |       | 73–96   | Reporte |
| 22 Ene | 17:00 | Eczacıbaşı Dynavit Istanbul | 3–0       | Levallois Paris Saint Cloud | 25–11 | 25–15 | 25–18 |       |       | 75–44   | Reporte |
| 22 Ene | 18:00 | SSC Palmberg Schwerin       | 3–0       | Tent Obrenovac              | 25–20 | 25–13 | 25–18 |       |       | 75–51   | Reporte |

### Grupo C
| Pos. | Equipo                   | PJ | PG | PP | Pts | SG | SP | SR    | PG  | PP  | PR    | Calificación     |
| ---- | ------------------------ | -- | -- | -- | --- | -- | -- | ----- | --- | --- | ----- | ---------------- |
| 1    | VakifBank Istanbul       | 6  | 5  | 1  | 15  | 16 | 4  | 4.000 | 484 | 373 | 1.298 | Cuartos de final |
| 2    | Numia Vero Volley Milano | 6  | 5  | 1  | 15  | 15 | 4  | 3.750 | 448 | 350 | 1.280 | Playoffs         |
| 3    | FC Porto                 | 6  | 2  | 4  | 5   | 6  | 14 | 0.429 | 399 | 477 | 0.836 | Copa CEV 2024–25 |
| 4    | Calcit Kamnik            | 6  | 0  | 6  | 1   | 3  | 18 | 0.167 | 388 | 519 | 0.748 |                  |

Fuente: CEV
| Fecha  | Hora  |                          | Resultado |                          | Set 1 | Set 2 | Set 3 | Set 4 | Set 5 | Total   | Reporte |
| ------ | ----- | ------------------------ | --------- | ------------------------ | ----- | ----- | ----- | ----- | ----- | ------- | ------- |
| 6 Nov  | 19:30 | VakifBank Istanbul       | 3–1       | Calcit Kamnik            | 25–21 | 22–25 | 25–15 | 25–12 |       | 97–73   | Reporte |
| 7 Nov  | 20:00 | Numia Vero Volley Milano | 3–0       | FC Porto                 | 25–15 | 27–25 | 25–17 |       |       | 77–57   | Reporte |
| 12 Nov | 18:00 | Calcit Kamnik            | 0–3       | Numia Vero Volley Milano | 8–25  | 14–25 | 17–25 |       |       | 39–75   | Reporte |
| 12 Nov | 20:30 | FC Porto                 | 0–3       | VakifBank Istanbul       | 13–25 | 16–25 | 13–25 |       |       | 42–75   | Reporte |
| 28 Nov | 19:30 | VakifBank Istanbul       | 3–0       | Numia Vero Volley Milano | 25–19 | 25–18 | 25–17 |       |       | 75–54   | Reporte |
| 28 Nov | 20:30 | FC Porto                 | 3–0       | Calcit Kamnik            | 25–20 | 25–18 | 25–18 |       |       | 75–56   | Reporte |
| 10 Dic | 19:30 | VakifBank Istanbul       | 3–0       | FC Porto                 | 25–14 | 25–18 | 25–18 |       |       | 75–50   | Reporte |
| 11 Dic | 19:00 | Numia Vero Volley Milano | 3–0       | Calcit Kamnik            | 25–15 | 25–11 | 25–13 |       |       | 75–39   | Reporte |
| 7 Ene  | 18:00 | Calcit Kamnik            | 0–3       | VakifBank Istanbul       | 22–25 | 18–25 | 23–25 |       |       | 63–75   | Reporte |
| 8 Ene  | 20:30 | FC Porto                 | 0–3       | Numia Vero Volley Milano | 13–25 | 24–26 | 16–25 |       |       | 53–76   | Reporte |
| 22 Ene | 17:00 | Calcit Kamnik            | 2–3       | FC Porto                 | 30–28 | 25–17 | 28–30 | 15–25 | 20–22 | 118–122 | Reporte |
| 22 Ene | 20:00 | Numia Vero Volley Milano | 3–1       | VakifBank Istanbul       | 25–21 | 16–25 | 25–22 | 25–19 |       | 91–87   | Reporte |

### Grupo D
| Pos. | Equipo                       | PJ | PG | PP | Pts | SG | SP | SR    | PG  | PP  | PR    | Calificación     |
| ---- | ---------------------------- | -- | -- | -- | --- | -- | -- | ----- | --- | --- | ----- | ---------------- |
| 1    | Fenerbahçe Medicana Istanbul | 6  | 6  | 0  | 18  | 18 | 3  | 6.000 | 518 | 394 | 1.315 | Cuartos de final |
| 2    | PGE Grot Budowlani Łódź      | 6  | 4  | 2  | 10  | 13 | 11 | 1.182 | 531 | 526 | 1.010 | Playoffs         |
| 3    | Vasas Óbuda Budapest         | 6  | 2  | 4  | 6   | 10 | 14 | 0.714 | 483 | 544 | 0.888 | Copa CEV 2024–25 |
| 4    | Neptunes Nantes              | 6  | 0  | 6  | 2   | 5  | 18 | 0.278 | 465 | 533 | 0.872 |                  |

Fuente: CEV
| Fecha  | Hora  |                              | Resultado |                              | Set 1 | Set 2 | Set 3 | Set 4 | Set 5 | Total   | Reporte |
| ------ | ----- | ---------------------------- | --------- | ---------------------------- | ----- | ----- | ----- | ----- | ----- | ------- | ------- |
| 5 Nov  | 20:00 | Neptunes Nantes              | 2–3       | Vasas Óbuda Budapest         | 25–17 | 21–25 | 25–17 | 13–25 | 13–15 | 97–99   | Reporte |
| 6 Nov  | 20:00 | Fenerbahçe Medicana Istanbul | 3–0       | PGE Grot Budowlani Łódź      | 25–19 | 25–20 | 25–14 |       |       | 75–53   | Reporte |
| 12 Nov | 18:00 | PGE Grot Budowlani Łódź      | 3–2       | Neptunes Nantes              | 25–19 | 25–18 | 18–25 | 23–25 | 15–13 | 106–100 | Reporte |
| 13 Nov | 18:30 | Vasas Óbuda Budapest         | 1–3       | Fenerbahçe Medicana Istanbul | 13–25 | 15–25 | 26–24 | 21–25 |       | 75–99   | Reporte |
| 27 Nov | 20:00 | Neptunes Nantes              | 0–3       | Fenerbahçe Medicana Istanbul | 18–25 | 21–25 | 23–25 |       |       | 62–75   | Reporte |
| 28 Nov | 18:00 | PGE Grot Budowlani Łódź      | 3–0       | Vasas Óbuda Budapest         | 25–14 | 25–19 | 25–16 |       |       | 75–49   | Reporte |
| 10 Dic | 20:30 | Neptunes Nantes              | 1–3       | PGE Grot Budowlani Łódź      | 25–17 | 34–36 | 18–25 | 22–25 |       | 99–103  | Reporte |
| 11 Dic | 20:00 | Fenerbahçe Medicana Istanbul | 3–1       | Vasas Óbuda Budapest         | 25–16 | 25–18 | 22–25 | 25–20 |       | 97–79   | Reporte |
| 7 Ene  | 18:00 | PGE Grot Budowlani Łódź      | 1–3       | Fenerbahçe Medicana Istanbul | 25–21 | 19–25 | 13–25 | 24–26 |       | 81–97   | Reporte |
| 8 Ene  | 18:30 | Vasas Óbuda Budapest         | 3–0       | Neptunes Nantes              | 25–21 | 25–22 | 25–20 |       |       | 75–63   | Reporte |
| 22 Ene | 18:30 | Vasas Óbuda Budapest         | 2–3       | PGE Grot Budowlani Łódź      | 25–21 | 23–25 | 15–25 | 25–22 | 18–20 | 106–113 | Reporte |
| 22 Ene | 20:00 | Fenerbahçe Medicana Istanbul | 3–0       | Neptunes Nantes              | 25–15 | 25–13 | 25–16 |       |       | 75–44   | Reporte |

### Grupo E
| Pos. | Equipo                       | PJ | PG | PP | Pts | SG | SP | SR    | PG  | PP  | PR    | Calificación     |
| ---- | ---------------------------- | -- | -- | -- | --- | -- | -- | ----- | --- | --- | ----- | ---------------- |
| 1    | Savino Del Bene Scandicci    | 6  | 6  | 0  | 18  | 18 | 0  | MAX   | 450 | 339 | 1.327 | Cuartos de final |
| 2    | Allianz MTV Stuttgart        | 6  | 3  | 3  | 8   | 10 | 13 | 0.769 | 488 | 518 | 0.942 | Playoffs         |
| 3    | BKS Bostik ZGO Bielsko-Biała | 6  | 2  | 4  | 6   | 7  | 14 | 0.500 | 466 | 494 | 0.943 | Copa CEV 2024–25 |
| 4    | CSO Voluntari 2005           | 6  | 1  | 5  | 4   | 7  | 15 | 0.467 | 455 | 508 | 0.896 |                  |

Fuente: CEV
| Fecha  | Hora  |                              | Resultado |                              | Set 1 | Set 2 | Set 3 | Set 4 | Set 5 | Total  | Reporte |
| ------ | ----- | ---------------------------- | --------- | ---------------------------- | ----- | ----- | ----- | ----- | ----- | ------ | ------- |
| 6 Nov  | 19:00 | Savino Del Bene Scandicci    | 3–0       | CSO Voluntari 2005           | 25–20 | 25–20 | 25–12 |       |       | 75–52  | Reporte |
| 7 Nov  | 18:00 | BKS Bostik ZGO Bielsko-Biała | 3–1       | Allianz MTV Stuttgart        | 22–25 | 25–19 | 25–23 | 25–20 |       | 97–87  | Reporte |
| 13 Nov | 19:00 | Allianz MTV Stuttgart        | 0–3       | Savino Del Bene Scandicci    | 17–25 | 22–25 | 21–25 |       |       | 60–75  | Reporte |
| 13 Nov | 21:00 | CSO Voluntari 2005           | 3–0       | BKS Bostik ZGO Bielsko-Biała | 25–21 | 25–17 | 25–23 |       |       | 75–61  | Reporte |
| 27 Nov | 18:00 | BKS Bostik ZGO Bielsko-Biała | 0–3       | Savino Del Bene Scandicci    | 22–25 | 22–25 | 23–25 |       |       | 67–75  | Reporte |
| 27 Nov | 19:00 | CSO Voluntari 2005           | 1–3       | Allianz MTV Stuttgart        | 17–25 | 23–25 | 26–24 | 21–25 |       | 87–99  | Reporte |
| 11 Dic | 18:00 | BKS Bostik ZGO Bielsko-Biała | 3–1       | CSO Voluntari 2005           | 25–19 | 25–27 | 25–23 | 25–19 |       | 100–88 | Reporte |
| 11 Dic | 19:00 | Savino Del Bene Scandicci    | 3–0       | Allianz MTV Stuttgart        | 25–16 | 25–12 | 25–22 |       |       | 75–50  | Reporte |
| 8 Ene  | 19:00 | CSO Voluntari 2005           | 0–3       | Savino Del Bene Scandicci    | 20–25 | 16–25 | 16–25 |       |       | 52–75  | Reporte |
| 8 Ene  | 20:30 | Allianz MTV Stuttgart        | 3–1       | BKS Bostik ZGO Bielsko-Biała | 25–19 | 19–25 | 25–19 | 25–20 |       | 94–83  | Reporte |
| 22 Ene | 19:00 | Allianz MTV Stuttgart        | 3–2       | CSO Voluntari 2005           | 14–25 | 25–20 | 25–23 | 19–25 | 15–8  | 98–101 | Reporte |
| 22 Ene | 20:00 | Savino Del Bene Scandicci    | 3–0       | BKS Bostik ZGO Bielsko-Biała | 25–20 | 25–23 | 25–15 |       |       | 75–58  | Reporte |

## Ronda final
|  | Play-offs                | Play-offs          | Play-offs                    |   |                          | Cuartos de final | Cuartos de final | Cuartos de final         | Cuartos de final |  |  | Semifinal        | Semifinal |  |  | Final | Final |  |
|  |                          |                    |                              |   |                          |                  |                  |                          |                  |  |  |                  |           |  |  |       |       |  |
|  |                          |                    |                              |   |                          |                  |                  |                          |                  |  |  |                  |           |  |  |       |       |  |
|  | SSC Palmberg Schwerin    | 0                  | 0                            |   |                          |                  |                  |                          |                  |  |  |                  |           |  |  |       |       |  |
|  | SSC Palmberg Schwerin    | 0                  | 0                            |   |                          |                  |                  |                          |                  |  |  |                  |           |  |  |       |       |  |
|  | Numia Vero Volley Milano | 3                  | 3                            |   |                          |                  |                  |                          |                  |  |  |                  |           |  |  |       |       |  |
|  | Numia Vero Volley Milano | 3                  | 3                            |   | Numia Vero Volley Milano | 3                | 3                |                          |                  |  |  |                  |           |  |  |       |       |  |
|  |                          |                    |                              |   | Numia Vero Volley Milano | 3                | 3                |                          |                  |  |  |                  |           |  |  |       |       |  |
|  |                          |                    | Eczacıbaşı Dynavit İstanbul  | 0 | 0                        |                  |                  |                          |                  |  |  |                  |           |  |  |       |       |  |
|  |                          |                    | Eczacıbaşı Dynavit İstanbul  | 0 | 0                        |                  |                  |                          |                  |  |  |                  |           |  |  |       |       |  |
|  |                          |                    |                              |   |                          |                  |                  |                          |                  |  |  |                  |           |  |  |       |       |  |
|  |                          |                    |                              |   |                          |                  |                  |                          |                  |  |  |                  |           |  |  |       |       |  |
|  |                          |                    |                              |   |                          |                  |                  | Numia Vero Volley Milano | 1                |  |  |                  |           |  |  |       |       |  |
|  |                          |                    |                              |   |                          |                  |                  |                          |                  |  |  |                  |           |  |  |       |       |  |
|  |                          |                    | Imoco Conegliano             | 3 |                          |                  |                  |                          |                  |  |  |                  |           |  |  |       |       |  |
|  | Allianz MTV Stuttgart    | 1                  | Imoco Conegliano             | 3 | 0                        |                  |                  |                          |                  |  |  |                  |           |  |  |       |       |  |
|  | Allianz MTV Stuttgart    | 1                  |                              |   |                          |                  |                  |                          |                  |  |  |                  |           |  |  |       |       |  |
|  | Developres Rzeszów       | 3                  | 3                            |   |                          |                  |                  |                          |                  |  |  |                  |           |  |  |       |       |  |
|  | Developres Rzeszów       | 3                  | 3                            |   | Developres Rzeszów       | 0                | 0                |                          |                  |  |  |                  |           |  |  |       |       |  |
|  |                          |                    |                              |   | Developres Rzeszów       | 0                | 0                |                          |                  |  |  |                  |           |  |  |       |       |  |
|  |                          |                    | A. Carraro Imoco Conegliano  | 3 | 3                        |                  |                  |                          |                  |  |  |                  |           |  |  |       |       |  |
|  |                          |                    | A. Carraro Imoco Conegliano  | 3 | 3                        |                  |                  |                          |                  |  |  |                  |           |  |  |       |       |  |
|  |                          |                    |                              |   |                          |                  |                  |                          |                  |  |  |                  |           |  |  |       |       |  |
|  |                          |                    |                              |   |                          |                  |                  |                          |                  |  |  |                  |           |  |  |       |       |  |
|  |                          |                    |                              |   |                          |                  |                  |                          |                  |  |  | Imoco Conegliano | 3         |  |  |       |       |  |
|  |                          |                    |                              |   |                          |                  |                  |                          |                  |  |  |                  |           |  |  |       |       |  |
|  |                          |                    | Savino Del Bene Scandicci    | 0 |                          |                  |                  |                          |                  |  |  |                  |           |  |  |       |       |  |
|  |                          |                    | Savino Del Bene Scandicci    | 0 |                          |                  |                  |                          |                  |  |  |                  |           |  |  |       |       |  |
|  |                          |                    |                              |   |                          |                  |                  |                          |                  |  |  |                  |           |  |  |       |       |  |
|  |                          |                    |                              |   |                          |                  |                  |                          |                  |  |  |                  |           |  |  |       |       |  |
|  |                          | VakıfBank İstanbul | 0                            | 3 | 15                       |                  |                  |                          |                  |  |  |                  |           |  |  |       |       |  |
|  |                          |                    |                              | 3 | 15                       |                  |                  |                          |                  |  |  |                  |           |  |  |       |       |  |
|  |                          |                    | Fenerbahçe Medicana İstanbul | 3 | 0                        | 11               |                  |                          |                  |  |  |                  |           |  |  |       |       |  |
|  |                          |                    | Fenerbahçe Medicana İstanbul | 3 | 0                        | 11               |                  |                          |                  |  |  |                  |           |  |  |       |       |  |
|  |                          |                    |                              |   |                          |                  |                  |                          |                  |  |  |                  |           |  |  |       |       |  |
|  |                          |                    |                              |   |                          |                  |                  |                          |                  |  |  |                  |           |  |  |       |       |  |
|  |                          |                    |                              |   |                          |                  |                  | VakıfBank Istanbul       | 0                |  |  |                  |           |  |  |       |       |  |
|  |                          |                    |                              |   |                          |                  |                  |                          |                  |  |  |                  |           |  |  |       |       |  |
|  |                          |                    | Savino Del Bene Scandicci    | 3 |                          |                  |                  |                          |                  |  |  |                  |           |  |  |       |       |  |
|  | Tent Obrenovac           | 0                  | Savino Del Bene Scandicci    | 3 | 1                        |                  |                  |                          |                  |  |  |                  |           |  |  |       |       |  |
|  | Tent Obrenovac           | 0                  |                              |   |                          |                  |                  |                          |                  |  |  |                  |           |  |  |       |       |  |
|  | PGE Grot Budowlani Łódź  | 3                  | 3                            |   |                          |                  |                  |                          |                  |  |  |                  |           |  |  |       |       |  |
|  | PGE Grot Budowlani Łódź  | 3                  | 3                            |   | PGE Grot Budowlani Łódź  | 0                | 0                |                          |                  |  |  |                  |           |  |  |       |       |  |
|  |                          |                    |                              |   | PGE Grot Budowlani Łódź  | 0                | 0                |                          |                  |  |  |                  |           |  |  |       |       |  |
|  |                          |                    | Savino Del Bene Scandicci    | 3 | 3                        |                  |                  |                          |                  |  |  |                  |           |  |  |       |       |  |
|  |                          |                    | Savino Del Bene Scandicci    | 3 | 3                        |                  |                  |                          |                  |  |  |                  |           |  |  |       |       |  |
|  |                          |                    |                              |   |                          |                  |                  |                          |                  |  |  |                  |           |  |  |       |       |  |
|  |                          |                    |                              |   |                          |                  |                  |                          |                  |  |  |                  |           |  |  |       |       |  |
|  |                          |                    |                              |   |                          |                  |                  |                          |                  |  |  |                  |           |  |  |       |       |  |
|  |                          |                    |                              |   |                          |                  |                  |                          |                  |  |  |                  |           |  |  |       |       |  |

### Play-offs
| Fecha  | Hora  |                          | Resultado |                          | Set 1 | Set 2 | Set 3 | Set 4 | Set 5 | Total   | Reporte |
| ------ | ----- | ------------------------ | --------- | ------------------------ | ----- | ----- | ----- | ----- | ----- | ------- | ------- |
| 5 Feb  | 18:00 | SSC Palmberg Schwerin    | 0–3       | Numia Vero Volley Milano | 14–25 | 23–25 | 16–25 |       |       | 53–75   | Reporte |
| 6 Feb  | 20:30 | Allianz MTV Stuttgart    | 1–3       | Developres Rzeszów       | 21–25 | 25–22 | 43–45 | 20–25 |       | 109–117 | Reporte |
| 5 Feb  | 19:00 | Tent Obrenovac           | 0–3       | PGE Grot Budowlani Łódź  | 23–25 | 16–25 | 23–25 |       |       | 62–75   | Reporte |
| 20 Feb | 19:00 | Numia Vero Volley Milano | 3–0       | SSC Palmberg Schwerin    | 25–18 | 25–21 | 26–24 |       |       | 76–63   | Reporte |
| 20 Feb | 17:30 | Developres Rzeszów       | 3–0       | Allianz MTV Stuttgart    | 25–20 | 25–18 | 25–22 |       |       | 75–60   | Reporte |
| 18 Feb | 18:00 | PGE Grot Budowlani Łódź  | 3–1       | Tent Obrenovac           | 25–23 | 25–18 | 24–26 | 25–15 |       | 99–82   | Reporte |

### Cuartos de final
| Fecha  | Hora  |                              | Resultado |                              | Set 1 | Set 2 | Set 3 | Set 4 | Set 5              | Total | Reporte |
| ------ | ----- | ---------------------------- | --------- | ---------------------------- | ----- | ----- | ----- | ----- | ------------------ | ----- | ------- |
| 5 Mar  | 18:00 | PGE Grot Budowlani Łódź      | 0–3       | Savino Del Bene Scandicci    | 22–25 | 22–25 | 21–25 |       |                    | 65–75 | Reporte |
| 5 Mar  | 20:30 | Developres Rzeszów           | 0–3       | A. Carraro Imoco Conegliano  | 22–25 | 17–25 | 27–29 |       |                    | 66–79 | Reporte |
| 4 Mar  | 20:30 | Numia Vero Volley Milano     | 3–0       | Eczacıbaşı Dynavit Istanbul  | 25–18 | 25–23 | 25–14 |       |                    | 75–55 | Reporte |
| 5 Mar  | 19:30 | VakıfBank Istanbul           | 0–3       | Fenerbahçe Medicana Istanbul | 21–25 | 23–25 | 27–29 |       |                    | 71–79 | Reporte |
| 12 Mar | 18:00 | Savino Del Bene Scandicci    | 3–0       | PGE Grot Budowlani Łódź      | 25–17 | 25–17 | 25–16 |       |                    | 75–50 | Reporte |
| 12 Mar | 20:30 | A. Carraro Imoco Conegliano  | 3–0       | Developres Rzeszów           | 25–18 | 25–19 | 25–22 |       |                    | 75–59 | Reporte |
| 13 Mar | 18:00 | Eczacıbaşı Dynavit Istanbul  | 0–3       | Numia Vero Volley Milano     | 24–26 | 24–26 | 21–25 |       |                    | 69–77 | Reporte |
| 12 Mar | 18:00 | Fenerbahçe Medicana Istanbul | 1–3       | VakıfBank Istanbul           | 25–19 | 23–25 | 20–25 | 24–26 | 11–15 (Golden set) | 92–95 | Reporte |

### Semifinales
| 3/5/2025 16:00 (UTC+03:00) | Numia Vero Volley Milano | 1 - 3                                  | A. Carraro Imoco Conegliano | Ülker Sports Arena, Estambul |  |
|                            |                          | ( 21–25, 25–20, 17–25, 23–25 ) Reporte |                             |                              |  |

| 3/5/2025 16:00 (UTC+03:00) | VakıfBank Istanbul Turkey | 0 - 3                           | Savino Del Bene Scandicci | Ülker Sports Arena, Estambul |  |
|                            |                           | ( 12–25, 19–25, 21–25 ) Reporte |                           |                              |  |

#### Partido por el tercer puesto
| 4/5/2025 16:00 (UTC+03:00) | Numia Vero Volley Milano | 3 - 1                                  | VakıfBank Istanbul | Ülker Sports Arena, Estambul |             |
|                            |                          | ( 25–15, 25–19, 23–25, 25–18 ) Reporte |                    | Árbitro(s):                  | Árbitro(s): |

#### Final
| 4/5/2025 19:00 (UTC+03:00) | A. Carraro Imoco Conegliano | 3 - 0                           | Savino Del Bene Scandicci | Ülker Sports Arena, Estambul |             |
|                            |                             | ( 25–16, 25–21, 25–19 ) Reporte |                           | Árbitro(s):                  | Árbitro(s): |

| Campeón A. Carraro Imoco Conegliano 3er. título |

## Equipo ideal
Finalizada la competencia, la organización otorgó los siguientes premios:
- Jugadora más valiosa (MVP):  Isabelle Haak (A.Carraro Imoco Conegliano)

- Mejor armadora:  Alessia Orro ( Numia Vero Volley Milano)
- Mejor opuesta:  Paola Egonu ( Numia Vero Volley Milano)
- Mejor punta:  Zhu Ting ( A.Carraro Imoco Conegliano)
- Mejor punta:  Gabi Guimaraes ( A.Carraro Imoco Conegliano)
- Mejor líbero:  Monica De Gennaro ( A.Carraro Imoco Conegliano)
- Mejor central:  Hena Kurtagić ( Numia Vero Volley Milano)
- Mejor central:  Marina Lubian ( A.Carraro Imoco Conegliano)

- Mejor entrenador:  Giovanni Guidetti ( VakifBank Istanbul)